# Sistema Único de Boleto Electrónico
El Sistema Único de Boleto Electrónico, más conocido como SUBE o Tarjeta SUBE, es un sistema de pago electrónico implementado en Argentina en 2009 que funciona en 25 mil colectivos, 9 líneas de tren, 7 líneas de subte, 11 metrotranvías, 32 trolebuses, 60 lanchas y es utilizado por más de 14 millones de personas en 61 localidades de todo el país.
Desde 2024, el uso de las tarjetas SUBE ha sido complementado en el subte de Buenos Aires por el uso de tarjetas de débito y crédito, billeteras digitales y aplicaciones bancarias.

## Historia

### Precursor
Antes de su creación, el transporte público se pagaba con billetes o monedas. Su predecesor más cercano fue la tarjeta inteligente Subtecard, implementada en Buenos Aires por la empresa concesionaria del servicio de pasajeros metropolitano Metrovías. Posteriormente esta tarjeta se llamó Monedero y su objetivo era ser una solución a la escasez de monedas para abonar el servicio.

### Incorporación e implementación
En 2009, se estableció su creación a través del Decreto 84/2009, el cual ordenó la implementación de un Sistema Único de Boleto Electrónico, gestionado y administrado por el Banco de la Nación Argentina.A partir de este decreto, el gobierno adjudicó licitaciones públicas para lograr su implementación, delegando la producción de las tarjetas SUBE a G&D Latinoamericana, y el control del Centro de Procesamiento Principal y Alternativo a Telecom Argentina y Global Crossing Argentina.
Las estimaciones oficiales calculaban que este sistema ya estaría funcionando a pleno para 2011, pero tras ver que no se lograría, el gobierno dispuso en diciembre de ese año obligar a las empresas de transporte que no tuvieran el sistema para utilizar la tarjeta, a que llevan a los pasajeros sin cobrarles.
En 2018, el gobierno creó una aplicación para móviles llamada Carga SUBE, la cual permitía realizar todas las gestiones de la tarjeta desde el celular.La aplicación fue reemplazada en 2024, por SUBE, que presentaba otra interfaz.
Para 2022, este sistema funcionaba en 45 localidades incluyendo el área metropolitana de Buenos Aires, donde por mes viajaban más de 13 millones de personas en más de 24 mil colectivos, 9 líneas de tren, y 7 líneas de subte.
En 2023 se implementó la función Carga a Bordo , que permite acreditar las cargas realizadas de forma electrónica en los equipos de validación de pago instalados en los colectivos.
En 2024, el gobierno modificó el decreto creador del sistema, permitiendo el uso de otros medios de pago además de la tarjeta SUBE, como las tarjetas de débito, crédito y las billeteras digitales.

## Datos

### Carga electrónica

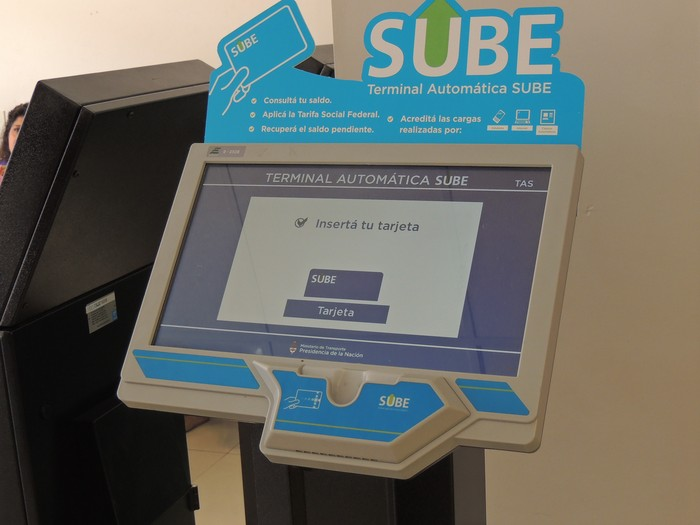
Terminal Automática utilizada para acreditar las cargas electrónicas de saldo en la SUBE.

Se puede cargar la tarjeta a través de:
- App SUBE.
- Billeteras virtuales.
- Cajeros automáticos.
- Homebanking

Como la funcionalidad de la tarjeta es off-line luego de la carga de saldo se debe pasar la información de la recarga a la misma a través de las terminales ubicadas en las estaciones ferroviarias, estaciones del Metrobús, bancos y algunos comercios, o a través de la app SUBE para los celulares que tengan NFC.

### Red SUBE
Es el sistema que ofrece descuentos a quienes realizan una o más combinaciones en medios de transporte público (colectivos de Jurisdicción Nacional, colectivos de CABA, trenes y subtes) del Área Metropolitana de Buenos Aires (AMBA) en un lapso de 2 horas.
¿Cómo funciona?
- Está disponible sólo para quienes tengan su tarjeta SUBE registrada.
- El primer viaje siempre es a tarifa plena.
- El descuento es automático para las tarjetas SUBE registradas. Es del 50% a partir del segundo viaje y 75% a partir del tercer viaje.
- Es acumulable con la Tarifa Social Federal.

### Saldo Negativo
Se estableció que el saldo negativo máximo en la tarjeta SUBE es de $1200. Se está trabajando para que las Tarjetas SUBE tengan más Capacidad Interna Lógica (almacenamiento) según el Boletín Oficial de la República Argentina: 

[...] "por la Nota N° NO-2024-00001085-NSERVICIOS-GT#NSERVICIOS, NACIÓN SERVICIOS SOCIEDAD ANÓNIMA informó que las tarjetas del SISTEMA ÚNICO DE BOLETO ELECTRÓNICO (S.U.B.E.) actualmente no cuentan con capacidad interna lógica suficiente para el almacenamiento del saldo negativo que se produzca en virtud de las tarifas establecidas en la Resolución N° 5/24 de la SECRETARÍA DE TRANSPORTE del MINISTERIO DE INFRAESTRUCTURA, de manera que técnicamente no resulta posible cumplir con el monto de crédito de recarga instantánea establecido por la Resolución N° 4/21 de la ex SECRETARÍA DE ARTICULACIÓN INTERJURISDICCIONAL del entonces MINISTERIO DE TRANSPORTE." 

"Que, en tal sentido, la referida entidad manifestó que se encuentra llevando a cabo el recambio en campo de parte de los Módulos o de Acceso Seguro al SISTEMA ÚNICO DE BOLETO ELECTRÓNICO (SAM de primera generación) y la reprogramación de los que no resulta necesario recambiar (segunda generación), a fin de extender la capacidad de almacenamiento del saldo negativo de las tarjetas del SISTEMA ÚNICO DE BOLETO ELECTRÓNICO (S.U.B.E), por lo que hasta tanto no se finalice el recambio en la totalidad de los elementos físicos de las Redes de Uso y Carga, la tarjeta SUBE puede soportar un saldo negativo de hasta la suma de PESOS CUATROCIENTOS OCHENTA ($480)." 

## Productores de la tarjeta
| Empresa                                   | Año  | Cantidad   | Costo (dólares)                                                            | Ref.   |
| ----------------------------------------- | ---- | ---------- | -------------------------------------------------------------------------- | ------ |
| GyD                                       | 2009 | 5 000 000  | No disponible                                                              | [ 12 ] |
| Valid y Gemalto                           | 2012 | 4 000 000  | 2 360 000 (Gemalto) 2 374 000 (Valid)                                      | [ 13 ] |
| Valid                                     | 2013 | 1 000 000  | 977 000                                                                    | [ 14 ] |
| Valid y General Plastic Corp              | 2014 | 3 000 000  | 2 050 000 (Valid) 1 022 000 (General Plastic Corp)                         | [ 15 ] |
| Valid, Unitec Blue y General Plastic Corp | 2015 | 5 000 000  | 2 196 000 (Unitec Blue) 1 095 000 (General Plastic Corp) 2 228 000 (Valid) | [ 16 ] |
| Valid                                     | 2016 | 3 000 000  | 2 940 000                                                                  | [ 17 ] |
| Color Graf y Allcard                      | 2017 | 600 000    | 250 000 (Color Graf) 58 700 (Allcard)                                      | [ 18 ] |
| Magtik y GyD                              | 2017 | 8 000 000  | 4 200 000 (Magtik) 1 520 000 (Gyd)                                         | [ 19 ] |
| Valid y General Plastic Corp              | 2018 | 10 000 000 | 1 218 000 (Valid) 2 870 000 (General Plastic Corp)                         | [ 20 ] |
| Color Graf e Identimax                    | 2018 | 1 000 000  | 242 500 (Color Graf) 265 000 (Identimax)                                   | [ 21 ] |
| Valid y Unitec Blue                       | 2022 | 10 000 000 | 4 337 143 (Valid) 2 455 714 (Unitec Blue)                                  | [ 22 ] |
| Magtik                                    | 2023 | 6 000 000  | 1 180 800                                                                  | [ 23 ] |
| Color Graf y Unitec Blue                  | 2024 | 6 000 000  | 784 000 (Color Graf) 420 000 (Unitec Blue)                                 | [ 24 ] |
| Unitec Blue y Valid                       | 2024 | 2 500 000  | 840 000 (Unitec Blue) 565 000 (Valid)                                      | [ 25 ] |

## Red

### Región Metropolitana Buenos Aires
Se conoce como "Red SUBE" a los diferentes medios de transporte que disponen de validadores para las tarjetas.

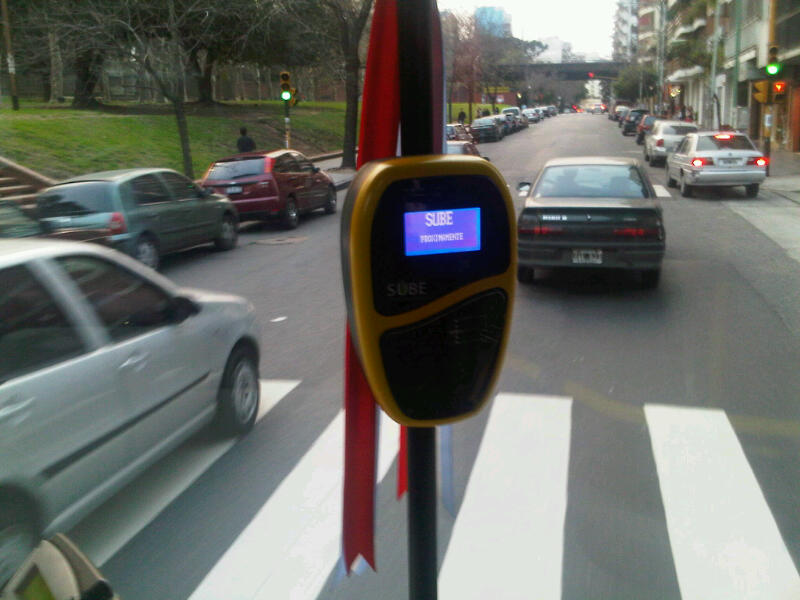
Validador de Tarjeta SUBE.

#### Subtes
Todas las líneas de subterráneos de Buenos Aires:
- Línea A
- Línea B
- Línea C
- Línea D
- Línea E
- Línea H
- Premetro

#### Trenes
- Línea Belgrano Sur
- Línea Belgrano Norte
- Línea General Roca
- Línea Sarmiento
- Línea Mitre
- Línea San Martín
- Línea Urquiza
- Tren de la Costa

#### Colectivos

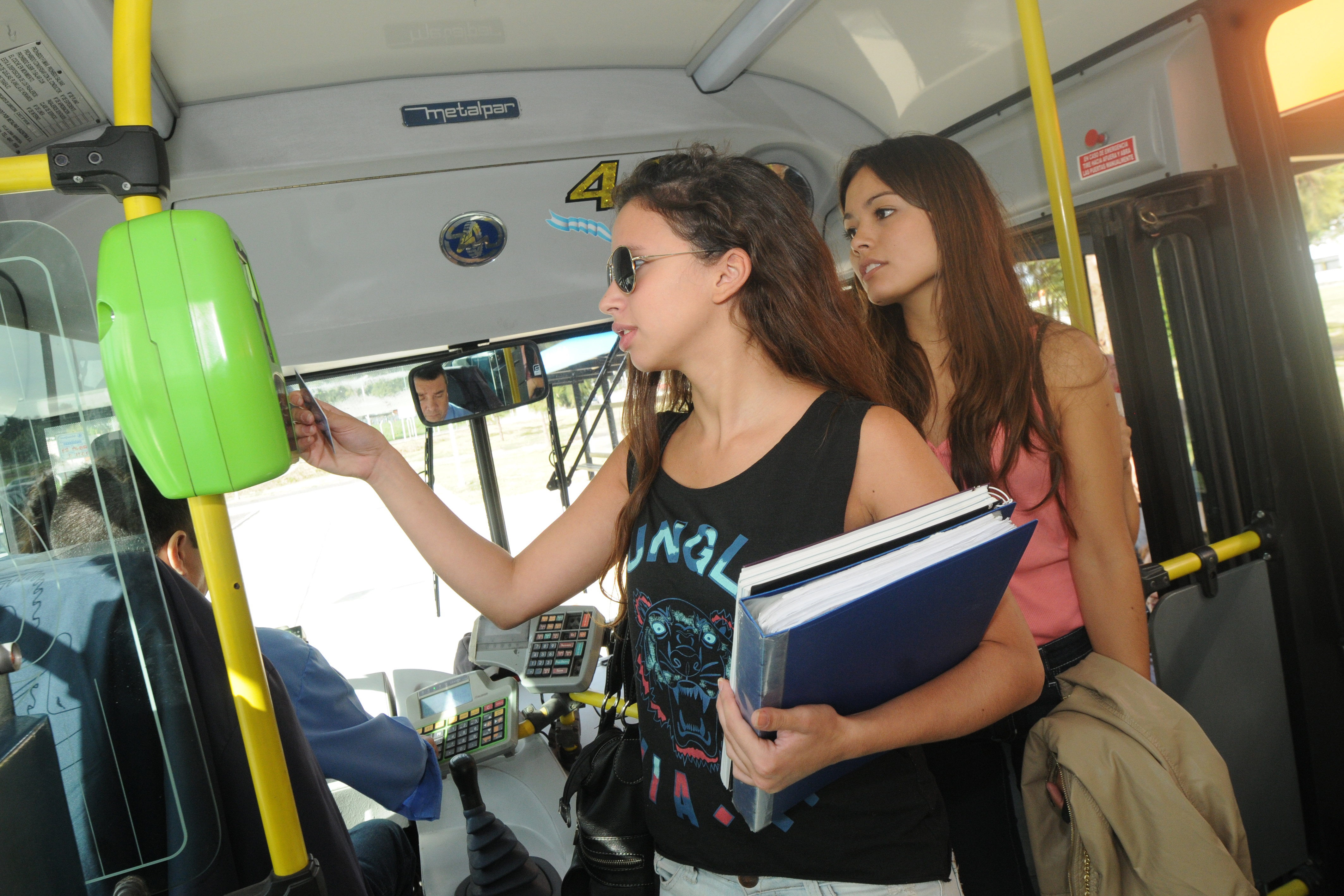
Usuaria del transporte público pagando el boleto mediante la tarjeta SUBE.

Líneas de colectivos nacionales (Líneas 1-199)
1 2 4 7 8 9 10 12 15 17 19 20 21 22 23 24 25 26 28 29 31 32 33 34 37 39 41 42 44 45 46 47 49 50 51 53 55 56 57 59 60 61 62 63 64 65 67 68 70 71 74 75 76 78 79 80 84 85 86 87 88  92 93 95 96 97 98 99 100 101 102 103 105 106 107 108 109 110 111 113 114 115 117 118 119 123 124 126 127 128 129 130 132 133 134 135 136 140 143 145 146 148 150 151 152 153 154 158 159 160 161 163 164 166 168 169 172 174 176 177 178 179 180 181 182 184 185 188 193 194 195 197
Líneas de colectivos provinciales (Líneas 200-499)
200 202 203 204A 204B 205 206 214 215 218 219 222 225 228A228B 228C 228D 228E 228F 236 237 238 239A 239B 242 244 245 247 252 253 257 263A 263B 264 266 269 271 273 275 276 277 278 281 283 284 288 291 293A 293B 295 297 298 299 300 302 303 306 307 310 311 312 313 314 315 317 318 320 321 322 323 324 325 326 327 328 329 333 336 338 341 343 350 354 355 365 370 371 372 373 378 379 382 383 384 385 386 388 390 391 392 394 395 403 404 405 406 407 410 414 418 422 429 430 432 435 436 437 440 441 443A 443B 445 448 449 461 462 463 464.
Líneas municipales (Líneas 500 en adelante)
- Partido de Almirante Brown: Líneas 501 505 506 510 514 515 521.
- Partido de Avellaneda: Línea 570.
- Partido de Berazategui: Líneas 603 619.
- Partido de Brandsen: Línea 500.
- Partido de Campana: Línea 505
- Partido de Cañuelas: Línea 502
- Partido de Escobar: Líneas 503 504 505 506 507 508 509 510513 514.
- Partido de Esteban Echeverría: Línea: 501.
- Partido de Exaltación de la Cruz: Línea 501.
- Partido de Ezeiza: Línea 518.
- Partido de Florencio Varela: Líneas 500 501 502 503 504 505 506 507 508 509 511 512 513.
- Partido de General Rodríguez: Línea 500.
- Partido de General San Martín: Línea 670.
- Partido de Ituzaingó: Línea 504.
- Partido de José C. Paz: Líneas 741 749.
- Partido de Lanús: Líneas 520 521 522 523 524 526 527.
- Partido de La Matanza: Líneas 620 621 622 624 628 630.
- Partido de La Plata: Líneas 506 508 518 520 561 E N O S UNI.
- Partido de Lobos: Líneas 501 502.
- Partido de Lomas de Zamora: Líneas 540 541 542 543 544 548 549 550 551 552 553 561 562 564.
- Partido de Luján: Líneas 500 501 502 503.
- Partido de Malvinas Argentinas: Línea 501.
- Partido de Mercedes: Líneas 1 y 2
- Partido de Merlo: Líneas 500 503 504.
- Partido de Moreno: Línea 501.
- Partido de Morón: Líneas 634 635.
- Partido del Pilar: Líneas 501 503 506 509 510 511 520.
- Partido de Presidente Perón: Línea 504.
- Partido de Punta Indio: Línea 600.
- Partido de Quilmes: Líneas 580 582 583 584 585 586.
- Partido de San Fernando: Línea 710.
- Partido de San Isidro: Línea 707.
- Partido de San Miguel: Línea 740
- Partido de San Vicente: Línea 503
- Partido de Tigre: Líneas 720 721 722 723 Sin Número.
- Partido de Zárate: Líneas 500 503 505.

### Provincia de Buenos Aires

#### Arrecifes
- Línea 501

#### Bahía Blanca
- Líneas: 500 502 503 504 505 506 507 509 512 513 513EX 514 516 517 518 519 519A 520.

#### Junín
- Líneas: Verde Roja Azul.

#### Villa Gesell
- Línea 507

#### Partido de La Costa
- Líneas Zona Norte Zona Centro Zona Sur Interurbano.

#### Partido de San Nicolás
- Líneas 500 501 502 503 504 505 506 507 510 512

#### Gran Mar del Plata
Líneas provinciales: 212 221 259. (próximamente)
Líneas municipales: 501 511 512 521 522 523 525 531 532 533 541 542 543 551 552 553 554 555 562 563 571 573 581 591 593 715 717 719 720

### Tandil
- Líneas 500, 501, 502, 503, 504, 505.

### Gran San Juan y alrededores

#### Líneas urbanas
2, 4, 6, 6A, 6B, 7, 8, 9, 10, 11, 12, 12A, 13, 14, 14A, 15, 15A, 17, 17-UDAP, 17-San Justo, 20-CGT/Los Andes, 21, 26A, 26B, 27, 28, 32, 32-Directo, 33S, 33M, 35, 35A, 36, 38, 39, 40, 41, 42, 45, 46, 47, 48, 49, 50, 53, 60, 70.

#### Líneas de media distancia
4, 18, 18A, 19, 20, 22, 23, 24, 25, 25/7, 29, 43, 46, 47-Vidart, 109, 122, 125.

### Provincia de Entre Ríos

#### Gran Paraná
1 2 3 4 5 6 7 8 9 10 11 12 14 15 16 17 20 22 22E 23 24 906 907

#### Gran Concordia
Líneas 1, 2, 3, 4, 5, 6, 7, 7 bis, 8, 9

#### Gualeguaychú
Líneas: 1A, 1B, 2A, 2B, 4A, 4A/1, 4B, 5

### Gran Corrientes

#### Líneas urbanas
101 102 103 104 105 106 108 109 110

### Tierra del Fuego

#### Río Grande
Línea 2964 RGD - TDF (TRANSPORTE MONTE CRISTO SA)

#### Ushuaia
Líneas A, B y C

### Gran Santa Fe

#### Líneas urbanas
1 2 3 4 5 8 9 10 11 13 14 15 16 18 2122 Ronda B

#### Líneas interurbanas
906 907 C Recreo

### Gran San Fernando del Valle de Catamarca y alrededores

#### Líneas urbanas
101, 102, 103, 104, 105, 106, 108, 109

#### Líneas interurbanas
201, 202, 203, 204, 207
- - Bahía Blanca: Tarjeta Bahía Urbana
  - Caleta Olivia y Ushuaia: Tarjeta Operadora Santa Fe
  - Comodoro Rivadavia: Tarjeta Ya! Monedero Electrónico. Transporte Patagonia Argentina
  - Córdoba: Tarjeta Red Bus
  - Corrientes: Tarjebus[27][28]
  - Mar del Plata: Tarjeta El Libertador

## Localidades donde se usa
- Área Metropolitana de  Buenos Aires (AMBA).
- Provincia de Buenos Aires: Arrecifes, Azul, Bahía Blanca, Balcarce, Chivilcoy, Coronel     Rosales, General Pueyrredón, Junín, Necochea, Olavarría, Partido de la Costa, Pergamino, Pinamar, San Nicolás de los Arroyos, San Pedro, Tandil,     Tornquist, Villa Gesell.
- Ciudad Autónoma de Buenos Aires (CABA).
- Catamarca: San Fernando del Valle de Catamarca.
- Chaco: Resistencia, Roque Sáenz Peña.
- Chubut: Comodoro Rivadavia, Esquel, Puerto Madryn, Rawson, Trelew.
- Córdoba: Córdoba Capital, Río Cuarto, Villa Allende, Villa María.
- Corrientes: Corrientes
- Entre Ríos: Concepción del Uruguay, Concordia, Gualeguaychú, Paraná.
- Formosa: Formosa.
- Jujuy: Palpalá, San Salvador de Jujuy.
- La Pampa: General Pico, Santa Rosa.
- Mendoza: Mendoza y Gran Mendoza (también tranvía y trolebús), San Rafael.
- Neuquén: Neuquén, San Martin de los Andes, Plottier. Viajá con tu SUBE también en los siguientes     servicios: Tren del Valle Cipolleti – Neuquén.
- Río Negro: Cipolletti, General Roca, San Carlos de Bariloche, Viedma. Viajá con tu SUBE en los     siguientes servicios: Tren del Valle Cipolleti – Neuquén.
- San Juan: San Juan.
- San Luis: San Luis.
- Santa Cruz: Río Gallegos.
- Santa Fe: Puerto Gral. San Martín, Rafaela, Reconquista, Rosario, Santa Fe de la Vera Cruz,     Venado Tuerto.
- Santiago del Estero: La Banda.
- Tierra del Fuego: Río Grande, Ushuaia.

## Sistemas similares
- En Argentina:
  - Córdoba: Tarjeta Red Bus
  - Posadas: Tarjeta SUBE Misionero
  - Salta: Tarjeta SAETA

- En el resto del mundo:
  - Bogotá: Tarjeta TuLlave
  - Ciudad de Guatemala: Tarjeta SIGA.
  - Hong Kong: Tarjeta Octopus
  - Lima: Tarjeta Lima Pass
  - Londres: Tarjeta Oyster
  - Madrid: Abono Transportes
  - Ciudad de México: Tarjeta de Movilidad Integrada
  - Montevideo: Tarjeta STM
  - Río de Janeiro: Bilhete Único RJ/RioCard
  - Santiago de Chile: Tarjeta bip!
  - São Paulo: Bilhete Único
  - Asunción y Gran Asunción : Tarjeta Más, Tarjeta Jaha